# Florencite-(Sm)
La florencite-(Sm) è un minerale appartenente al gruppo della plumbogummite descritto nel 2010 in base ad una scoperta avvenuta in campioni contenenti florencite-(Ce) e florencite-(Nd) raccolti nel 2004 a Svodovy nell'area di Maldynyrd negli Urali subpolari, Russia.

## Morfologia
La florencite-(Sm) è stata trovata sotto forma di zone sottili di spessore da 0,01 mm a 0,1 mm all'interno dei cristalli di florencite-(Ce). Queste zone possono formare una serie spessa qualche millimetro.

## Origine e giacitura
La florencite-(Sm) è stata trovata all'interno della florencite-(Ce) presenti in vene di quarzo associata a xenotime-(Y). Probabilmente si è formata in seguito al frazionamento e alla sovrasaturazione periodica sul fronte di accrescimento dei cristalli.